# Willy van Hemert
 (octobre 2018).
Pour les articles homonymes, voir van Hemert.
Willy van Hemert, né Willem Catharinus van Hemert le 29 mars 1912 à  Utrecht et mort le 26 juin 1993 à Hechtel, est un réalisateur, scénariste et écrivain néerlandais.

## Carrière
Issue d'une famille d'artiste, il est le père de l'actrice Ellen van Hemert, du réalisateur Ruud van Hemert et de l'auteur-compositeur Hans van Hemert. Il est le beau-père de l'acteur Coen Flink. Il est le beau-frère de l'acteur Richard Flink, Mieke Verstraete, Jeanne Verstraete, Guus Verstraete et  Bob Verstraete

## Filmographie

### Cinéma et téléfilms
- 1951 : De Toverspiegel
- 1958 : Jenny[2]
- 1972 : Bartje
- 1978 : Dagboek van een herdershond
- 1983 : De Weg[3]
- 1985-1986 : Appelgaard, De[4]